# 第二次ソフィスト

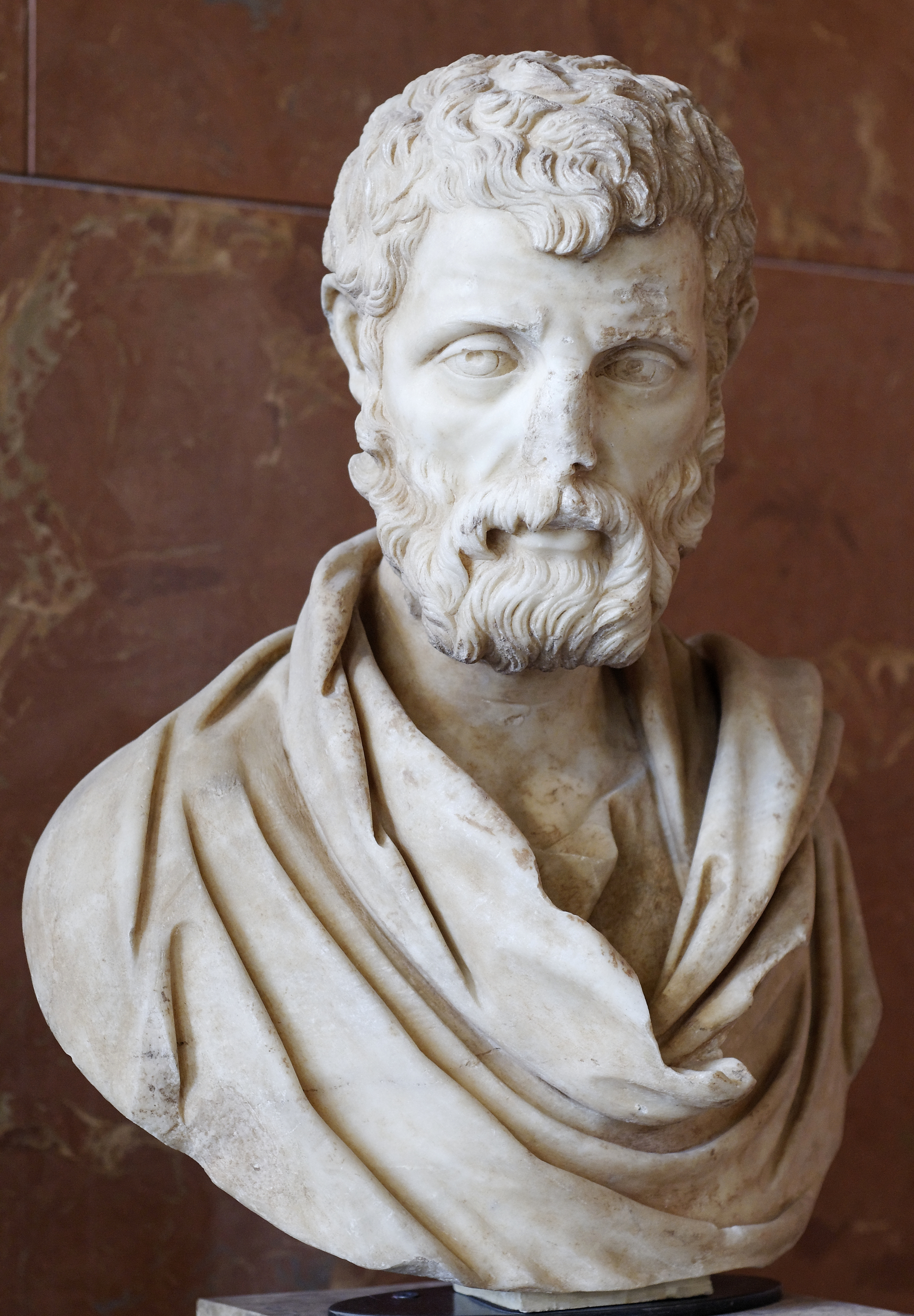
ヘロデス・アッティコス、代表的な第二次ソフィスト

第二次ソフィスト（だいにじソフィスト）は、ローマ帝国期のギリシア語圏で活動した知識人集団。第二次ソフィスト思潮、第二次ソフィスト運動、第二ソフィスト時代、第二のソフィスト術（英: Second Sophistic, 独: Zweite Sophistik）などともいう。
明確な範囲は決まっていないが、主にピロストラトス『ソフィスト列伝』に挙げられるところの、アッティカ方言を駆使する、1世紀から3世紀の弁論家を中核とする。古典期ギリシアの本来の「ソフィスト」と異なり、蔑称の意味合いは薄く、哲学者を兼ねる人物も含まれる。
主な人物に、ディオン・クリュソストモス、パボリノス、ヘロデス・アッティコス、アエリウス・アリステイデス、ラオディケイア（またはスミュルナ）のポレモン、アプレイウス、ピロストラトス、リバニオスらがいる。ルキアノスは第二次ソフィストに属しながら、『弁論教師』『レクシパネス』などで第二次ソフィストを風刺した。アテナイオスの『食卓の賢人たち』も第二次ソフィスト時代を背景に書かれた。
当時の背景として、ネロやハドリアヌス、プルタルコスらも関与したローマ帝国期のギリシア文化復興運動（ギリシア・ルネサンス）があった。出身地は様々だが、活動地はアテナイ、スミュルナ、エフェソスの三都市が主だった。皇帝やローマ人エリートと交流し、政治に影響を与える者もいた。
第二次ソフィストの弁論は、古典期のような法廷弁論・議会弁論よりも、ショーとしての模擬弁論（デクラマティオ）が主流だった。弁論の文体は、「アッティカ主義」すなわちアッティカ方言の擬古的で簡潔典雅な文体と、「アジア主義」すなわちヘレニズム期小アジア風の装飾過多な文体が、対立しつつ混在していた。
ホメロスの改変作品を著すことも多かった（ディオン・クリュソストモス『トロイア陥落せず』、ピロストラトス『へロイコス』など）。
近現代の西洋古典学では、1876年ドイツのエルヴィン・ローデによって初めて取り上げられ、1960年代末アメリカのグレン・バワーソックによって主題的な研究対象とみなされ始め、2000年代頃から欧米で積極的に研究されるようになった。